# Unschuld in tausend Nöten
Unschuld in tausend Nöten è un film del 1951 diretto da Carl Boese.

## Produzione
Il film, prodotto dalla Central Cinema Company Film (CCC) e dalla Nehru-Film, venne girato nei CCC-Studios di Berlin-Spandau dal 19 marzo al maggio 1951.

## Distribuzione
Distribuito dalla Deutsche Comerz-Film, uscì nelle sale cinematografiche della Germania Ovest il 26 maggio 1951.